# Glorificus

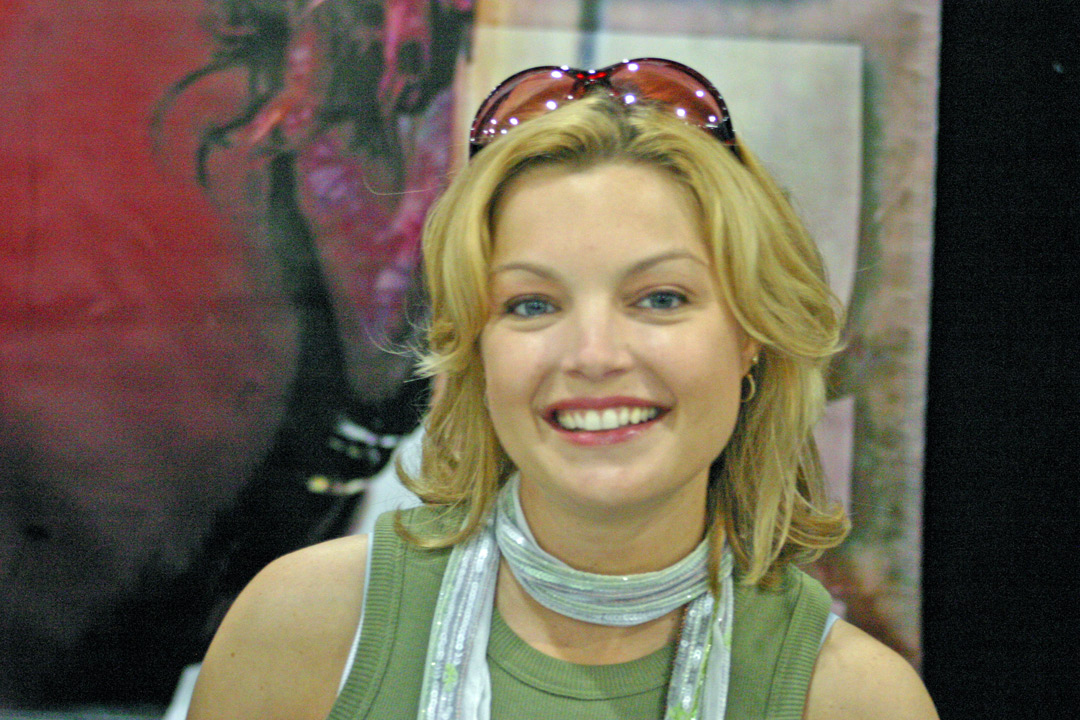
Actriz Clare Kramer

Glorificus, abreviado a veces como Glory, es un personaje ficticio interpretado por la actriz Clare Kramer y perteneciente al Buffyverso, siendo una de las villanas más destacadas de la serie de televisión estadounidense Buffy la cazavampiros. 
Su primera aparición es en el quinto episodio de la quinta temporada y desde el principio parece que será mucho más difícil de derrotar que sus antecesores. Esto se confirma cuando se descubre por el Concejo de Vigilantes que es una diosa que fue encerrada en un cuerpo humano, el de Ben. La lucha final que conlleva la derrota de Glory se lleva a cabo en el episodio vigésimo segundo de la quinta temporada, aunque aparece nuevamente en el primero de la séptima temporada como forma corpórea del Primero
Entre sus poderes están: fuerza sobrehumana, inmortalidad, súper velocidad, y habilidades mágicas. El único punto débil es que debe «alimentarse» de la cordura de los humanos para mantenerse despierta.

## Historia
Glory es una diosa que gobernó por mucho tiempo una dimensión infernal junto a otras dos deidades. Dado que el poder de la primera no dejaba de crecer, las dos deidades restantes temerosas de que Glory las superara en poder, decidieron “atacarla primero” empezando una peligrosa batalla que terminó con la diosa demoniaca desterrada de su dimensión. Glory fue encerrada en el cuerpo de un varón recién nacido llamado Ben, el cual fue creado especialmente para “contenerla.”
Inesperadamente Glory fue demasiado poderosa como para ser contenida por una vasija humana y sin que Ben alcanzara los 20, Glory ya era capaz de controlar ciertas acciones de Ben, hasta ser capaz de manifestarse como una hermosa y joven mujer.
Para regresar a su hogar y gobernar la dimensión de la que vino. Glory busca la mística y antigua reliquia llamada «la llave» una fuente de energía pura que como su nombre lo dice, sirve para abrir las puertas de las distintas dimensiones. La cual al abrir una puerta sin importar cual, en consecuencia abriría todas las demás dimensiones provocando un inminente apocalipsis y por lo tanto aniquilando cualquier rastro de vida alguno para todo ser que no sea inmortal. Afortunadamente la llave fue encontrada a tiempo por los monjes de Dagon quienes para mantenerla a salvo, la convierten en un humano y la mandan a la única persona en el mundo que sería capaz de defenderla: La cazadora.

### Llegada a Sunnydale
Las primeras señales de la presencia de Glory en Sunnydale fue el aumento de los enfermos mentales, quienes a menudo interceptaban a Dawn y la acosaban, aunque irónicamente esto no levantaba sospecha alguna. Dado que los monjes de Dagon fueron los responsables de ocultar la llave, Glory centro su atención y toda su ira en cazarlos hasta que los eliminó a todos. Con excepción de uno el cual intercepta en una fábrica abandonada en Sunnydale. Bajo tortura el monje confiesa que la llave esta en Sunnydale, no obstante de manera inesperada en la habitación aparece Buffy quien inmediatamente lucha contra Glory. En una violenta batalla en la que Glory golpea y supera en fuerza a la cazadora, hasta que escapa con el monje justo antes de que Glory derribe el edificio de un simple pisotazo. Donde le caen las toneladas de concreto del edificio dejándola aparentemente inconsciente. 
Al despertar Glory enfadada recluta a un demonio para enviarlo a matar a la chica que la irritó descubriendo que se enfrentó a una cazadora.

## Personalidad
Mentalmente Glory demuestra ser inestable, egoísta y violenta. Frecuentemente abusa de sus propios súbditos tanto mentalmente como físicamente. La hace feliz el sentirse hermosa y, ante la más mínima señal de falta de respeto hacia ella, Glory puede estallar fácilmente y dañar o amenazar a los que la ofenden. Su mentalidad divina a menudo hace que se confíe y necesita alimentarse de la cordura de las personas, ya que de no hacerlo manifiesta cierto estado de confusión y gran dolor por no decir un estado catatónico. Le repugnan las emociones y objetos humanos, aunque se ha confirmado que si Glory se conecta a ellos puede sentir cierta empatía y por lo tanto ser sensible en algunas ocasiones. Si bien Glory odia el estilo de vida de los mortales, se le ha visto disfrutar de las telas de seda y de distintas clases de zapatos. Por ser de una dimensión demoníaca similar al infierno, Glory demuestra tener un evidente gusto por torturar a sus víctimas usando su fuerza sobrehumana, como por ejemplo cuando amenazó con matar a todos los seres queridos de Buffy, golpeando y apuñalando a Spike, rompiéndole la mano a Tara y atacando a Dawn antes de ser usada. 

## Poderes
Debido a que está encerrada y condenada a vivir como mortal. Los poderes divinos de Glory fueron disminuidos significativamente durante su destierro en la tierra. Es lo suficientemente fuerte como para derrumbar la estructura de un edificio de un golpeteo y de atravesar y derribar paredes sin ningún problema, así como también herir mortalmente ya sea a personas o demonios. Su resistencia física es increíble hasta el punto en el que puede soportar el peso de varias toneladas de cemento hasta ser golpeada contra objetos sólidos como, por ejemplo, un autobús o una demoledora, sin ser herida de manera mortal. Glory posee ciertos conocimientos mágicos como cuando creó un demonio rastreador a partir del cuerpo de una cobra normal. Sin mencionar que posee una capa mística que protege el hecho de que Ben y Glory son una misma persona. Obligando a todo humano a olvidarlo aun si presencian dicha transformación.   

## Apariciones
Quinta temporada de Buffy the Vampire Slayer;
- 5x05 No Place Like Home (Primera aparición)
- 5x06 Family
- 5x07 Shadow
- 5x12 Checkpoint
- 5x13 Blood Ties
- 5x15 I Was Made to Love You
- 5x17 Forever
- 5x18 Intervention
- 5x19 Tough Love
- 5x20 Spiral
- 5x21 The Weight of the World
- 5x22 The Gift (Muerte)

Séptima temporada de Buffy the Vampire Slayer;
- 7x01 Lessons (El Primero toma su forma y aparece en este episodio ya que solo puede manifestarse a través de personas o entidades que estén muertas)

- Datos: Q376961